# Placówka Straży Granicznej w Horyńcu-Zdroju
Placówka Straży Granicznej w Horyńcu-Zdroju – graniczna jednostka organizacyjna Straży Granicznej realizująca zadania w ochronie granicy państwowej na granicy polsko-ukraińskiej (zewnętrznej granicy Unii Europejskiej).

## Formowanie i zmiany organizacyjne
Placówka Straży Granicznej w Horyńcu-Zdroju (PSG w Horyńcu-Zdroju), powołano 24 sierpnia 2005 ustawą z 22 kwietnia 2005 o zmianie ustawy o Straży Granicznej..., w strukturach Bieszczadzkiego Oddziału Straży Granicznej z przemianowania dotychczas funkcjonującej Strażnicy Straży Granicznej w Horyńcu-Zdroju (Strażnica SG w Horyńcu-Zdroju). Znacznie rozszerzono także uprawnienia komendantów, m.in. w zakresie działań podejmowanych wobec cudzoziemców przebywających na terytorium RP.
25 listopada 2005 nastąpiło zakończenie służby w Straży Granicznej funkcjonariuszy służby kandydackiej i przejście Straży Granicznej na system służby zawodowej.
W 2023, Placówka Straży Granicznej w Horyńcu-Zdroju miała status placówki SG kategorii III.

## Terytorialny zasięg działania
Stan z 1 sierpnia 2011
Placówka Straży Granicznej w Horyńcu-Zdroju ochrania odcinek granicy państwowej z Ukrainą o długości 17 903 m:
- Od znaku granicznego nr 638 do znaku granicznego nr 599.
- W strefie nadgranicznej linia rozgraniczenia z placówką SG w:

1. Hrebennem: włącznie znak graniczny nr 638, dalej granicą gmin Lubycza Królewska, Bełżec i Tomaszów Lubelski oraz Horyniec-Zdrój i Narol.
2. Lubaczowie: wyłącznie znak graniczny nr 599, dalej granicą gmin Horyniec-Zdrój i Narol oraz Lubaczów i Cieszanów.

### Podległe przejście graniczne
- Werchrata-Rawa Ruska – kolejowe[1].

## Sąsiednie placówki
- Placówka SG w Hrebennem ⇔ Placówka SG w Lubaczowie – 1.08.2011[b].

## Komendanci placówki
- ppłk SG Piotr Kurek (był 16.09.2014)[6]
- ppłk SG Aleksander Kopek (był 30.04.2015)[7]
- mjr SG Mariusz Krzyśkowski (był w 2021[8]–był w 2023[9][5]).